# Le Loroux
Loroux (bret. Lavreer-an-Dezerzh) – miejscowość i gmina we Francji, w regionie Bretania, w departamencie Ille-et-Vilaine.
Według danych na rok 1990 gminę zamieszkiwało 515 osób, a gęstość zaludnienia wynosiła 45 osób/km² (wśród 1269 gmin Bretanii Loroux plasuje się na 819. miejscu pod względem liczby ludności, natomiast pod względem powierzchni na miejscu 788.).